# كأس نيوزيلندا 1989
كأس نيوزيلندا 1989 (بالإنجليزية: 1989 Chatham Cup) هو موسم من كأس نيوزيلندا. فاز فيه كرايستشرش يونايتد.